# 宾川角蟾
宾川角蟾（学名：Boulenophrys binchuanensis）也称宾川异角蟾，一种分布于中华人民共和国云南省及四川省等地区的两栖动物，隶属于角蟾科布角蟾属。模式产地为云南省宾川县鸡足山，最初作为小角蟾（Megophrys minor）宾川亚种发表。其种加词“binchuanensis”意为“宾川县的”。

## 形态特征
宾川角蟾雄蟾体长32～36毫米，雌蟾体长40～43毫米。身体背面皮肤光滑，呈黑灰色或栗棕色，背中部和背侧有不明显的肤棱，眶间具不明显的灰色三角形斑；咽、胸部为棕色，四肢腹面为浅棕色或密布褐色斑。